# 易炳奎
易炳奎（1841年—1892年），字德護，号曼农，湖南省長沙府瀏陽縣人，清朝政治人物、劇作家，進士出身。

## 生平
光緒三年（1877年），参加丁丑科殿試，登進士二甲第128名。同年五月，分部學習。
著有戲劇《夢中緣傳奇》、《白蓮龕傳奇》、《襞雲軒叢書》一百卷。另外，1884年譜寫的《將軍洞院本》凡四十出，記東晉易雄故事，是瀏陽縣首編劇本。